# Erik Røring Møinichen

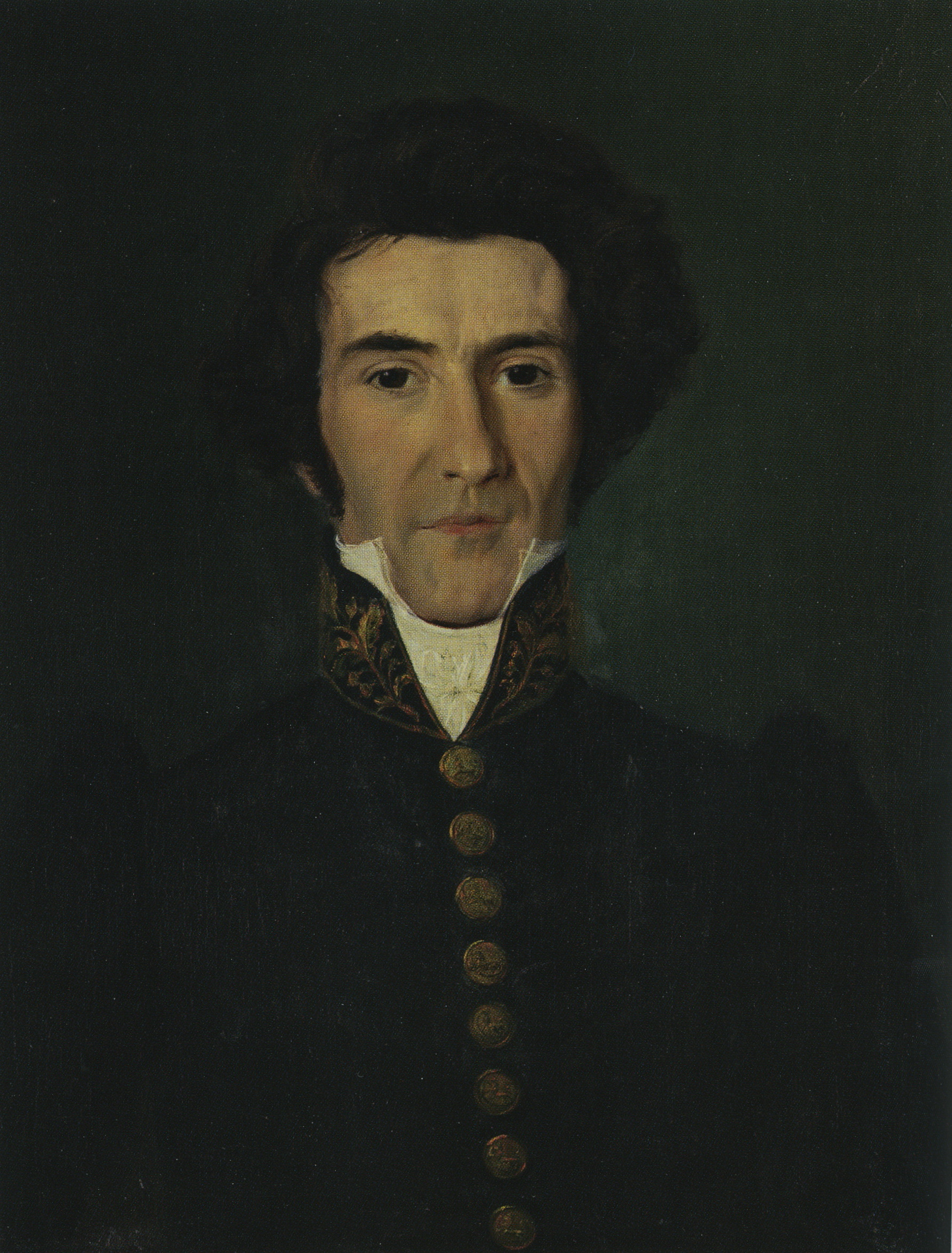
Erik Røring Møinichen.

Erik Røring Møinichen, född den 15 december 1797 i Trondhjem, död den 7 februari 1875 i Dresden, var en norsk ämbetsman, mormors bror till Erik Røring Møinichen Lie.
Møinichen blev juris kandidat 1824, expeditionschef i revisionsdepartementet 1828-43, inlade som ledamot av 1837 års straffanstaltskommitté förtjänst om norska fängelseväsendets reformering, och i Beretning om beskaffenheden af Norges strafanstalter og fangepleie (1841) hade han väsentligaste andelen. 
Møinichen var medlem av direktionen för den genom hans förmedling 1853 byggda Eidsvoldsbanan. Han var 1851 stortingsledamot för Kristiania och 1855-69 statsråd och chef för omväxlande justitie- och finansdepartementet.